# Cuatro Vientos (métro de Madrid)
Cuatro Vientos est une station de la ligne 10 du métro de Madrid. Elle est située sous le passage d'Estrémadure, dans le district de Latina, à Madrid.

## Situation sur le réseau
Établie en souterrain, la station Cuatro Vientos est située sur la ligne 10 du métro de Madrid, entre Aviación Española et Joaquín Vilumbrales.

## Histoire
La station est inaugurée le 11 avril 2003, à l'occasion du prolongement de la ligne vers Alcorcón.

## Services aux voyageurs

### Intermodalité
La station est située sous la gare de Cuatro Vientos, desservie par la ligne C-5 des Cercanías Madrid.

## À proximité
Le Museo de Aeronáutica y Astronáutica se trouve à proximité immédiate de cette station de métro.